# Canato Calmuco
O Canato Calmuco (Calmuco: Хальмг хана улс, Xal'mg xana uls) foi um canato de Oirates na Estepe Euroasiática. Estendeu-se pela moderna Calmúquia e áreas circundantes no norte do Cáucaso, incluindo Stavropol e Astracã. Durante a sua independência, os Calmucos atacaram  e aliaram-se ao Império Russo, envolvendo-se em numerosas expedições militares contra os tártaros da Crimeia, o Império Otomano, as tribos muçulmanas vizinhas e os montanheses do norte do Cáucaso.  O Canato foi anexado pelo Império Russo em 1771.

## História

### Período de autogoverno, 1630-1724
Ao chegarem à região do baixo Volga em 1630, os Oirates acamparam em terras que outrora fizeram parte do Canato de Astracã, mas que foram então reivindicadas pelo governo czarista. A região era pouco povoada, desde o sul de Saratov até a guarnição russa em Astracã, e nas margens leste e oeste do rio Volga. O governo czarista não estava pronto para colonizar a área e não estava em posição de impedir os Oirates de acamparem na região, mas tinha um interesse político direto em garantir que os Oirates não se tornariam aliados dos seus vizinhos de língua turca. 
Os Oirates rapidamente consolidaram a sua posição expulsando a maioria dos habitantes nativos, a Horda Nogai. Grandes grupos de Nogais fugiram para sudeste, para a planície norte do Cáucaso, e para oeste, para as estepes do Mar Negro, terras reivindicadas pelo Canato da Crimeia, ele próprio um vassalo ou aliado dos turcos otomanos. Grupos menores de Nogais procuraram a proteção da guarnição russa em Astracã. As tribos nômades restantes tornaram-se vassalos dos Oirates. 
No início, existia uma relação difícil entre os russos e os Oirates. Os ataques mútuos dos Oirats aos assentamentos russos e dos cossacos e dos basquires (vassalos muçulmanos dos russos) aos acampamentos de Oirate eram comuns. Numerosos juramentos e tratados foram assinados para garantir a lealdade e a assistência militar do Oirate. Embora os Oirates tenham se tornado súditos do czar, tal lealdade dos Oirates foi considerada nominal. 
Na realidade, os Oirates governavam-se de acordo com um documento conhecido como Grande Código dos Nómadas (Iki Tsaadzhin Bichig). O Código foi promulgado em 1640 por eles, seus irmãos em Dzungaria e alguns dos mongóis orientais que se reuniram perto das montanhas Tarbagatai em Dzungaria para resolver suas diferenças e se unirem sob a bandeira da seita Gelugpa. Embora o objetivo da unificação não tenha sido alcançado, os líderes da cimeira ratificaram o Código, que regulamentava todos os aspectos da vida nómada. 

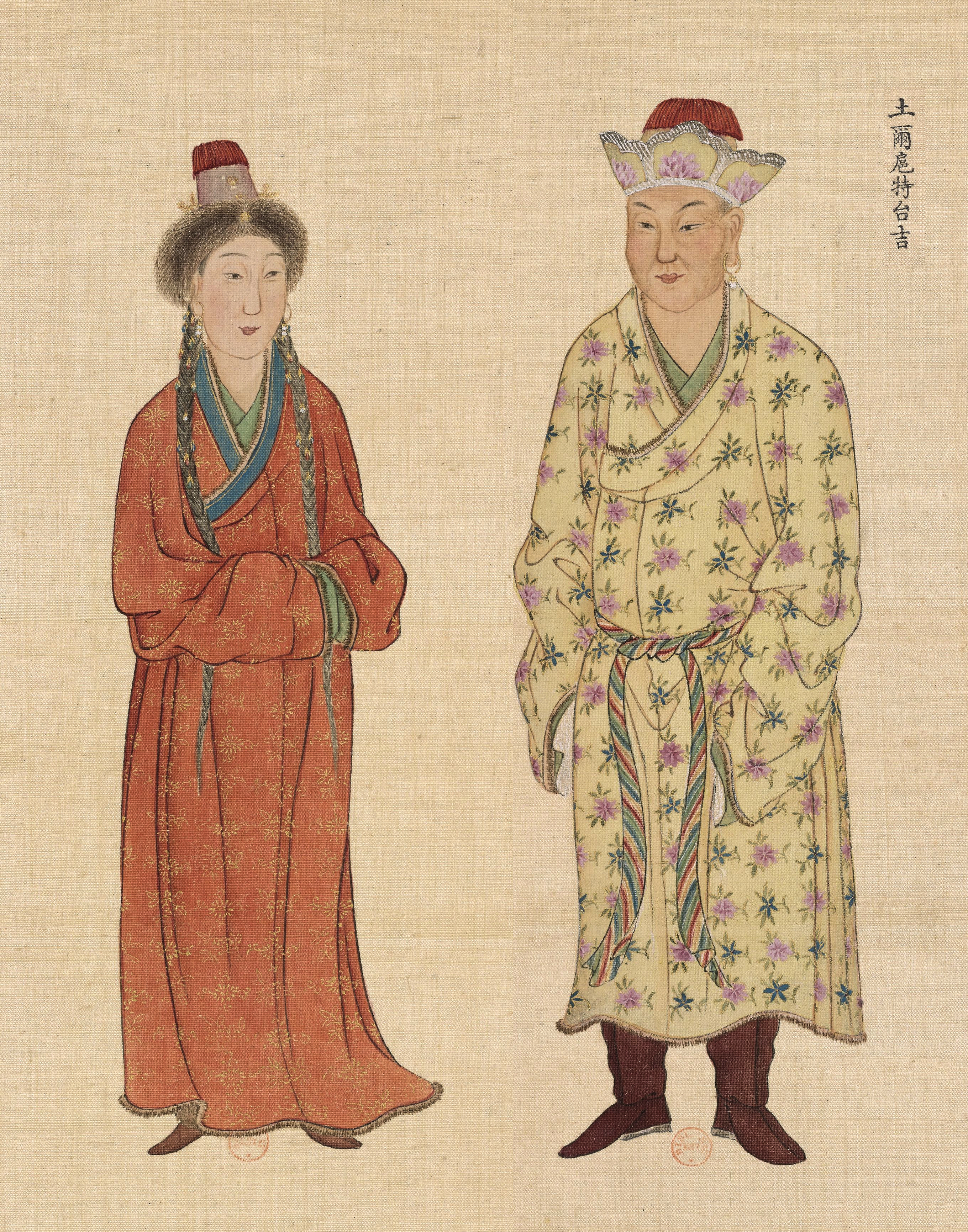
Tayiji (príncipe) dos Torgutes e sua esposa (土爾扈特台吉). Huang Qing Zhigong Tu, 1769. Os Torgutes foram os ancestrais dos Calmucos.

Ao garantir a sua posição, os Oirates tornaram-se uma potência fronteiriça, muitas vezes aliando-se ao governo czarista contra a população muçulmana vizinha. Durante a era de Ayuka Cã, os Oirates ganharam proeminência política e militar à medida que o governo czarista procurava o aumento do uso da cavalaria Oirate em apoio às suas campanhas militares contra as potências muçulmanas no sul, como a Pérsia, o Império Otomano, os Nogais e os Tártaros de Cubã e o Canato da Crimeia. Ayuka Cã também travou guerras contra os cazaques, subjugou os turcomenos Mangyshlak e fez múltiplas expedições contra os montanheses do norte do Cáucaso. Estas campanhas destacaram a importância estratégica do Canato Calmuco, que funcionou como uma zona tampão entre a Rússia e o mundo muçulmano, enquanto a Rússia travava guerras na Europa. Para encorajar a libertação dos cavaleiros de Oirate em apoio às suas campanhas militares, o governo czarista confiou cada vez mais no fornecimento de pagamentos monetários e produtos secos ao Oirate Cãe à nobreza de Oirate. A esse respeito, o governo czarista tratou os Oirates como tratou os cossacos. O fornecimento de pagamentos monetários e de produtos secos, no entanto, não impediu os ataques mútuos e, em alguns casos, ambos os lados não cumpriram as suas promessas. 
O governo czarista proporcionou aos Oirates acesso isento de tarifas aos mercados das cidades fronteiriças russas, onde os Oirates foram autorizados a trocar os seus rebanhos e os produtos que obtiveram da Ásia e dos seus vizinhos muçulmanos por produtos russos. O comércio também ocorreu com tribos turcas vizinhas sob controle russo, como os tártaros e os basquires, com quem os casamentos mistos se tornaram comuns. Este acordo comercial proporcionou benefícios substanciais, monetários e outros, aos Oirates tayishis, noyons e zaisangs. 
Durante a era de Ayuka Cã, o Canato Calmuco atingiu o auge do poder militar e político. O Canato experimentou prosperidade econômica devido ao livre comércio com as cidades fronteiriças russas, a China Qing e seus vizinhos muçulmanos. Durante esta época, Ayuka Cã também manteve contato próximo com seus parentes Oirates na Zungária, bem como com o Dalai-lama no Tibete. 

### De Oirates a Calmucos

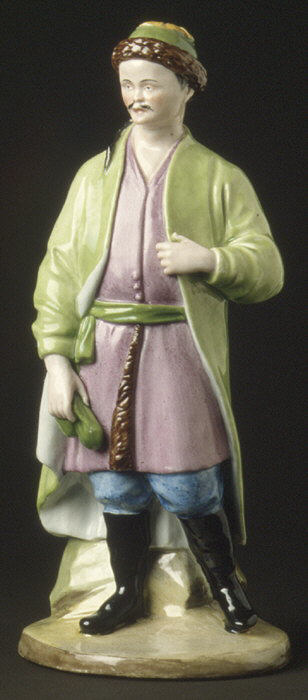
Estatueta de porcelana de um homem Calmuco, final do século XVIII

Historicamente, as tribos da Mongólia Ocidental identificaram-se pelos seus respectivos nomes tribais. Muito provavelmente no século XV, as quatro principais tribos da Mongólia Ocidental formaram uma aliança, adotando "Dörbet Oirate" como seu nome coletivo. Após a dissolução da aliança, as tribos da Mongólia Ocidental foram simplesmente chamadas de "Oirate". No início do século XVII, surgiu um segundo grande Estado de Oirate, denominado Canato da Zungária. Enquanto os Dzungars (inicialmente tribos Choros, Dörbet e Khoit) estavam estabelecendo seu império na Ásia Interior Ocidental, os Khoshuts estavam estabelecendo o Canato de Khoshut no Tibete, protegendo a seita Gelugpa de seus inimigos, e os Torgutes formaram o Canato Calmuco na região do baixo Volga.
Depois de acampar, os Oirates começaram a se identificar como "Calmucos". Este nome foi supostamente dado a eles por seus vizinhos muçulmanos cazaques e mais tarde usado pelos russos para descrevê-los. Os Oirates usaram este nome nas suas relações com estrangeiros, ou seja, os seus vizinhos russos e muçulmanos. Mas eles continuaram a se referir a si mesmos por suas afiliações tribais, de clã ou outras afiliações internas.
O nome Calmuco, entretanto, não foi imediatamente aceito por todas as tribos Oirate na região do baixo Volga. Ainda em 1761, os Khoshut e Zungares (refugiados do Império Qing) referiam-se a si próprios e aos Torgutes exclusivamente como Oirates. Os Torgutes, por outro lado, usaram o nome Kalmyk para si próprios, assim como os Khoshut e Zungares. 
Geralmente, os estudiosos europeus identificaram todos os mongóis ocidentais coletivamente como Calmucos, independentemente da sua localização.  Tais estudiosos (por exemplo, Sebastian Muenster) confiaram em fontes muçulmanas que tradicionalmente usavam a palavra Calmuco para descrever os Oirates de maneira depreciativa. Mas os Oirates da China e da Mongólia consideraram esse nome um termo abusivo.  Em vez disso, eles usam o nome Oirate ou usam seus respectivos nomes tribais, por exemplo, Khoshut, Dörbet, Choros, Torgute, Khoit, Bayid, Mingat, etc. 
Com o tempo, os descendentes dos migrantes Oirates na região do baixo Volga abraçaram o nome Kalmyk, independentemente da sua localização, a saber, Astracã, a região Don Cossack, Oremburgo, Stavropol, Terek e os Urais. Outro nome geralmente aceito é Ulan Zalata, ou os “botões vermelhos”. 

### Redução da autonomia, 1724-1771

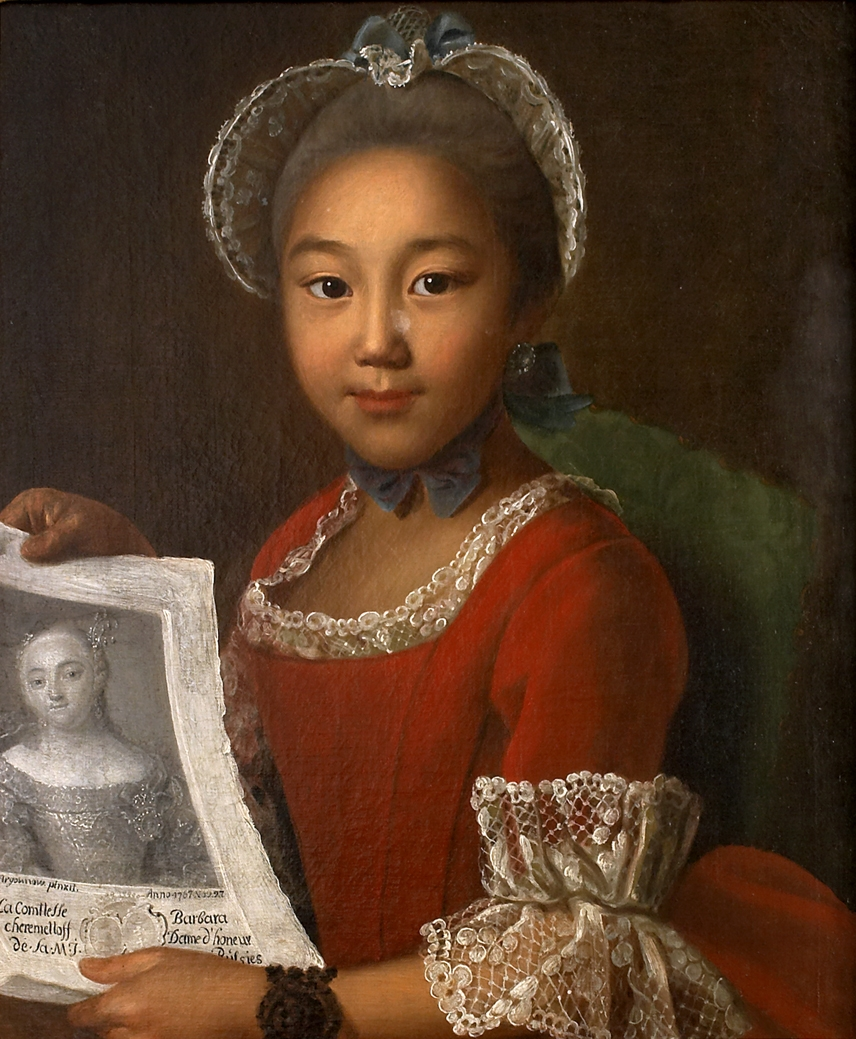
Retrato de uma serva calmuca em trajes ocidentais, de Ivan Argunov, 1767

Após a morte de Ayuka Cã em 1724, a situação política entre os Calmucos tornou-se instável à medida que várias facções procuravam o cargo de Cã. O governo czarista também destruiu gradualmente a autonomia do Canato Calmuco. As políticas de São Petersburgo, por exemplo, encorajaram o estabelecimento de colónias russas e alemãs em pastagens que os Calmucos usavam para vaguear e alimentar o seu gado. Além disso, o governo russo impôs um conselho ao Kalmyk Khan, diluindo assim a sua autoridade, ao mesmo tempo que continuava a esperar que o Kalmyk Khan fornecesse unidades de cavalaria para lutar em nome da Rússia. A Igreja Ortodoxa Russa, por outro lado, pressionou muitos Calmucos a adotarem a Ortodoxia. Em meados do século XVII, os Calmucos estavam cada vez mais desiludidos com a invasão dos colonos e a interferência nos seus assuntos internos. 
No inverno de 1770–1771, Ubashi Cã, bisneto de Ayuka Cã e último Cã Calmuco, decidiu devolver seu povo à sua terra natal ancestral, Zungária, então sob controle da Dinastia Qing.  O Dalai-lama, contactado para solicitar a sua bênção e marcar a data da partida, consultou o mapa astrológico e marcou a data do regresso, mas no momento da partida o enfraquecimento do gelo do rio Volga permitiu apenas aos Calmucos que perambulavam no a margem oriental para sair. Os da margem direita foram forçados a ficar para trás. 

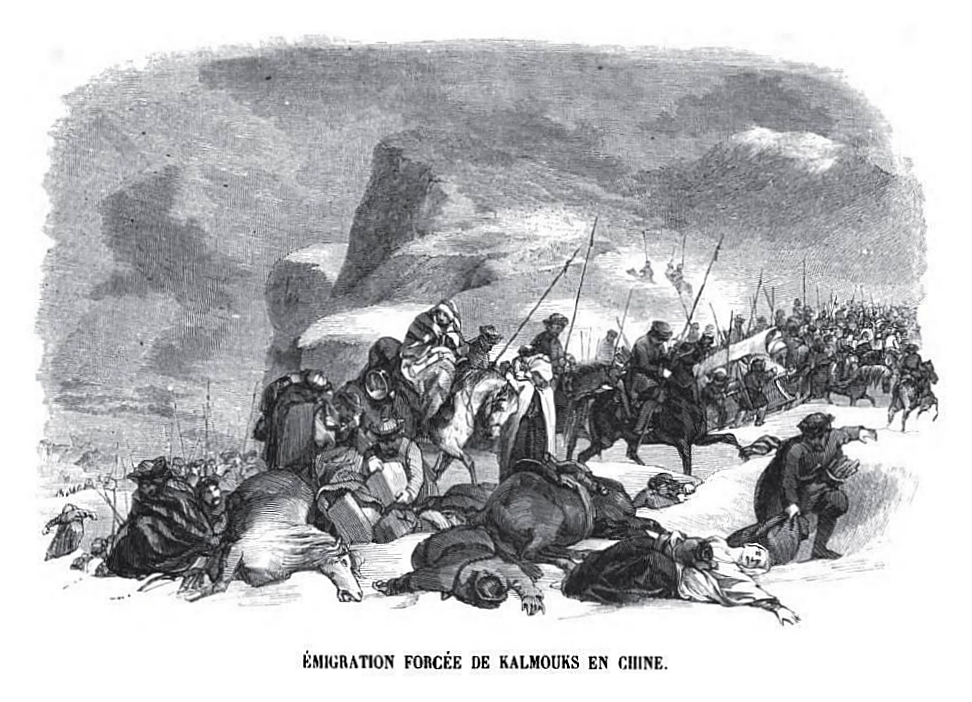
"Êxodo de 500.000 Calmucos para a China em 1771". Gravura de Charles Michel Geoffroy.

Sob a liderança de Ubashi Cã, aproximadamente 200.000 Calmucos iniciaram a jornada de suas pastagens na margem esquerda do rio Volga até Zungária. Aproximadamente cinco sextos da tribo Torgute seguiram Ubashi Cã. A maioria dos Koshuts, Choros e Khoits acompanharam os Torgutes em sua jornada para Zungária. A tribo Dörbet, por outro lado, optou por não ir. Os Calmucos que se reassentaram no território Qing ficaram conhecidos como Torgutes. Embora a primeira fase de seu movimento tenha se tornado os Velhos Torgutes, os Qing chamaram os imigrantes Torgutes posteriores de "Novos Torgutes". Várias estimativas estimam o tamanho do grupo que partiu em cerca de 169 000 humanos, com talvez até seis milhões de animais (bovinos, ovinos, cavalos, camelos e cães).  Assolados por ataques, sede, frio e fome, aproximadamente 70.000 sobreviventes conseguiram chegar a Zungária. 
Depois que suas forças não conseguiram impedir a fuga, a imperatriz russa Catarina II aboliu o Canato Calmuco em outubro de 1771, transferindo todos os poderes governamentais sobre os Calmucos restantes para o governador de Astracã. O título de Cã foi abolido. O cargo de governo nativo mais elevado remanescente era o de Vice-Cã, também reconhecido pelo governo como o príncipe Calmuco de mais alto escalão. Ao nomear o Vice-Cã, o governo czarista passou a ser permanentemente a força decisiva no governo e nos assuntos Calmucos. 

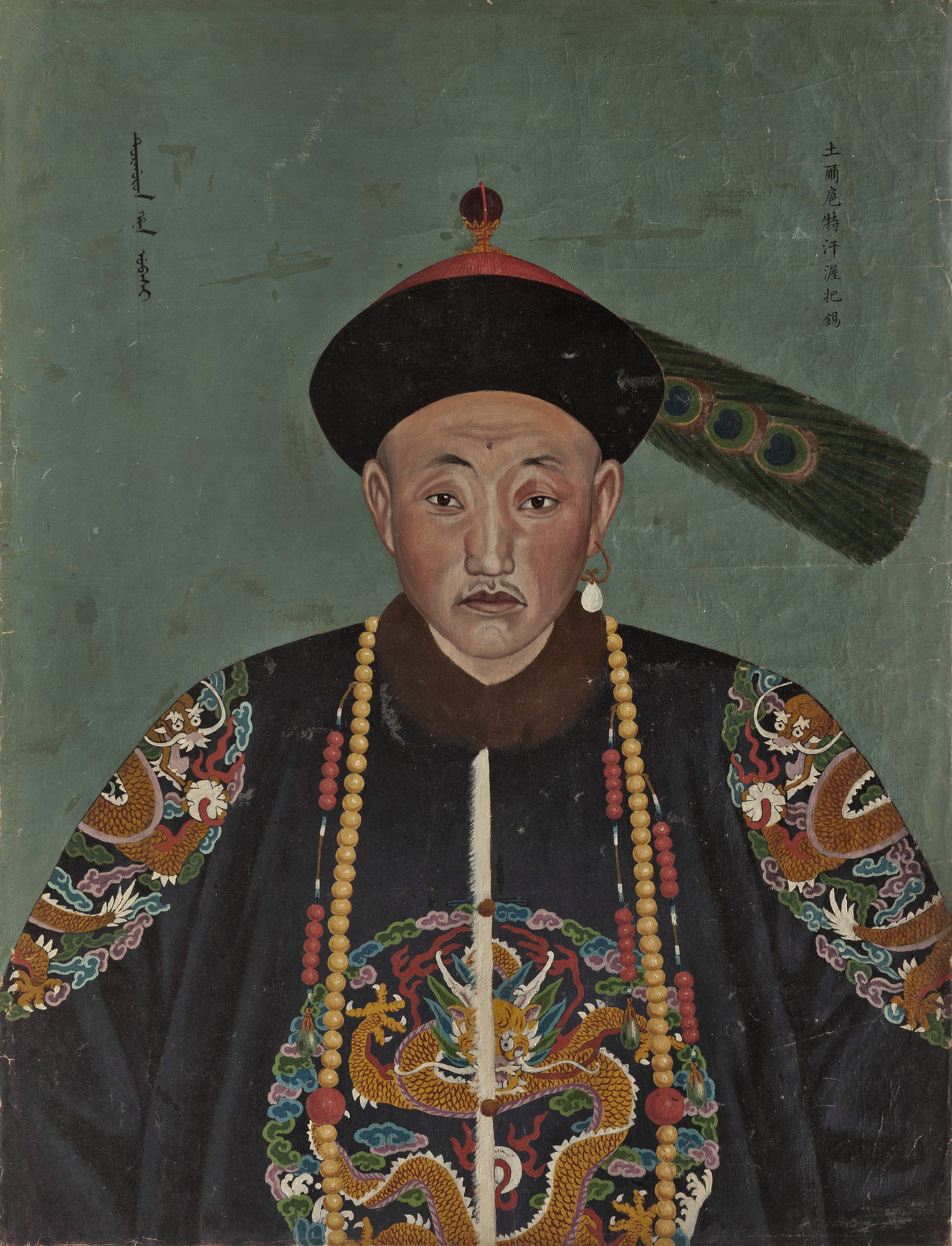
Ubashi Cã (1744–1774) em traje da Dinastia Qing (coleção 紫光阁功臣像). Pintura a óleo, Reiss Museum Mannheim, Alemanha

## Cãs Calmucos
- Kho Orluk (1633–1644)
- Shukhur Daichin (1644–1661)
- Puntsug (Monchak) (1661–1672)
- Ayuka Cã (1672–1723)
- Tseren Donduk Cã (1723–1735)
- Donduk Ombo Cã (1735–1741)
- Donduk Dashi Cã (1741–1761)
- Ubashi Cã (1761–1771)
- Dodbi Cã (1771–1781)
- As Saray Cã (1781)